# George Jay Gould I
Pour les articles homonymes, voir Gould.
George Jay Gould  (6 février 1864 – 16 mai 1923) était un financier impliqué dans les chemins de fer.

## Biographie
Fils de Jay Gould, il dirigea à la fois le Denver and Rio Grande Western Railroad (DRGW) et le Western Pacific Railroad (WP).